# Dick Norman
Dick Norman (Waregem, 1º marzo 1971) è un ex tennista belga.

## Carriera
Ha raggiunto il suo più alto ranking nel singolo il 6 novembre 2006, con l'85ª posizione, mentre nel doppio ha raggiunto il 10º posto il 26 aprile 2010.
Nel doppio maschile ha giocato sette finali riuscendo a conquistare quattro titoli, negli Slam ha raggiunto una finale al Roland Garros 2009 in coppia con Wesley Moodie.
Durante il Torneo di Wimbledon 1995 si fa notare in quanto, da lucky loser, riesce ad avanzare fino al quarto turno eliminando tra gli altri Stefan Edberg.
In Coppa Davis ha giocato dieci match con la squadra belga vincendone cinque.
Si è ritirato ufficialmente il 18 giugno 2013.

## Statistiche

### Doppio
| Legenda                   |
| Grande Slam (0)           |
| ATP World Tour Finals (0) |
| ATP Masters 1000 (0)      |
| ATP World Tour 500 (0)    |
| ATP World Tour 250 (4)    |

#### Vittorie (4)
| N  | Data            | Torneo                        | Compagno        | Superficie | Avversari in finale               | Punteggio         |
| 1. | 8 gennaio 2007  | Chennai Open, Chennai         | Xavier Malisse  | Cemento    | Rafael Nadal Tomeu Salvá          | 7-6, 7-6          |
| 2. | 8 febbraio 2009 | SA Tennis Open, Johannesburg  | James Cerretani | Cemento    | Rik De Voest Ashley Fisher        | 6–7, 6–2, [14-12] |
| 3. | 21 giugno 2009  | Ordina Open, 's-Hertogenbosch | Wesley Moodie   | Erba       | Johan Brunström Jean-Julien Rojer | 7–6, 6–7, [10-5]  |
| 4. | 6 febbraio 2011 | PBZ Zagreb Indoors, Zagabria  | Horia Tecău     | Cemento    | Marcel Granollers Marc López      | 6-3, 6-4          |

#### Finali perse (3)
| N  | Data            | Torneo                      | Compagno       | Superficie  | Avversari in finale            | Punteggio     |
| 1. | 22 ottobre 1995 | China Open, Pechino         | Fernon Wibier  | Cemento     | Tommy Ho Sébastien Lareau      | 7-6, 7-6      |
| 2. | 6 giugno 2009   | Open di Francia, Parigi     | Wesley Moodie  | Terra rossa | Lukáš Dlouhý Leander Paes      | 6–3, 3–6, 2–6 |
| 3. | 6 maggio 2012   | BMW Open, Monaco di Baviera | Xavier Malisse | Terra rossa | František Čermák Filip Polášek | 6-4, 7-5      |